# Eugenes
Eugenes is een geslacht van vogels uit de familie kolibries (Trochilidae) en de geslachtengroep Lampornithini (juweelkolibries). 

## Soorten
Het geslacht kent de volgende soorten:
- Eugenes fulgens  – Rivoli's kolibrie
- Eugenes spectabilis  – Lawrence' kolibrie